# Ритаполис
Ритаполис (порт. Ritápolis) — муниципалитет в Бразилии, входит в штат Минас-Жерайс. Составная часть мезорегиона Кампу-дас-Вертентис. Входит в экономико-статистический микрорегион Сан-Жуан-дел-Рей. Население составляет 5179 человек на 2006 год. Занимает площадь 391,839 км². Плотность населения — 13,2 чел./км².

## Статистика
- Валовой внутренний продукт на 2003 год составляет 18 467 984,00 реалов (данные: Бразильский институт географии и статистики).
- Валовой внутренний продукт на душу населения на 2003 год составляет 3490,45 реалов (данные: Бразильский институт географии и статистики).
- Индекс развития человеческого потенциала на 2000 год составляет 0,707 (данные: Программа развития ООН).